# Георг, герцог Кембриджский
Принц Георг Уильям Фредерик Чарльз, герцог Кембриджский, граф Типперари, барон Куллоден (с 8 июля 1850) (англ. George William Frederik Charles, Duke of Cambridge; 26 марта 1819, Ганновер — 17 марта 1904, Лондон) — британский военачальник, участник Крымской войны, фельдмаршал (9 ноября 1862). Член британского королевского дома (Ганноверская династия): внук Георга III, сын Адольфа Фредерика, герцога Кембриджского, двоюродный брат королевы Виктории.

## Биография
Во время Крымской кампании в чине генерал-лейтенанта участвовал в сражениях на Альме и при Инкермане: по окончании Крымской войны за отличие произведён в полные генералы. В 1856 году назначен командующим британскими сухопутными войсками и произвел ряд важных реформ: заботился об организации постоянных лагерей и об улучшении вооружения войск, согласился на отмену в армии телесных наказаний и на уничтожение покупки офицерских дипломов.
5 июля 1856 года назначен главнокомандующим британской армией: занимал этот пост до 1 ноября 1895 года.
Состоял в морганатическом браке с актрисой Сарой Фербразер и имел от неё трёх сыновей, носивших (как и она сама) фамилию Фицджордж; с его смертью титул герцога Кембриджского вернулся к короне (в 2011, т.е. через 107 лет, его получил по случаю своего бракосочетания принц Уильям Уэльский).

## Генеалогия

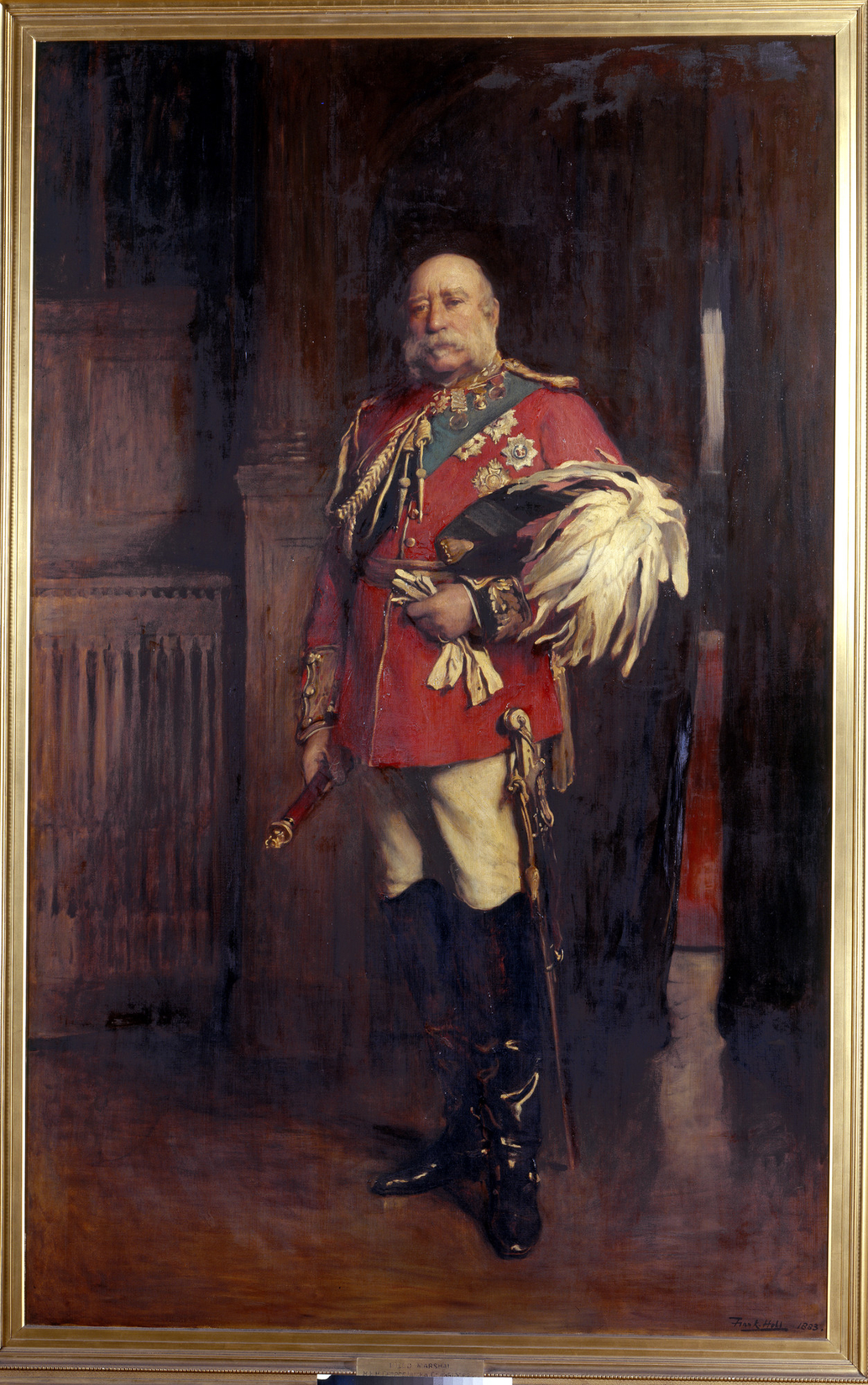
Портрет принца Георга в почтенном возрасте.

## Память
- В Лондоне ему установлен памятник.